# Francesc I de Parma
Francesc Farnese o Francesc I de Parma (Parma, Ducat de Parma 1678 - Piacenza 1727) fou el 7è Duc de Parma, càrrec que ostentà entre 1694 i 1727.

## Orígens familiars
Va néixer el 19 de maig de 1678 a la ciutat de Parma sent fill del duc Ranuccio II de Parma i la seva tercera esposa, Maria d'Este. Fou net per línia paterna de Odoard I de Parma i Margarida de Mèdici, i per línia materna de Francesc I d'Este i Maria Caterina Farnese. Fou germà, per part de pare, d'Odoard II Farnese i del duc Antoni I de Parma.
Va morir el 26 de maig de 1727 a la ciutat de Piacenza.

## Duc de Parma
A la mort del seu germà Odoard II Farnese, ocorreguda l'any 1693, va esdevenir hereu i duc de Parma a la mort del seu pare el desembre de l'any següent.
Durant la Guerra de Successió Espanyola Francesc va mantenir bones relacions amb les dues faccions rivals, amb la Dinastia Habsburg tenia una llarga relació d'aliances i la seva esposa Dorotea era germana de l'emperadriu consort de l'Imperi Romanogermànic. Així mateix va mantenir bones relacions amb la Dinastia Borbó pel casament de la seva neboda i fillastra Isabel Farnese amb el duc Felip d'Anjou, futur Felip V d'Espanya.
Gràcies a la seva diplomàcia va aconseguir sobreviure a la guerra, en constrast dels seus veïns Milà i Màntua, que van ser annexats per Àustria.

## Núpcies i descendents
Es va casar el 7 de setembre de 1696 amb Dorotea Sofia del Palatinat-Neuburg, filla de Felip Guillem I del Palatinat i Elisabet Amàlia de Hessen-Darmstadt, i vídua del seu germà Odoard II Farnese. D'aquest matrimoni no en nasqueren fills.
A la seva mort sense descendència, ocorreguda a la ciutat de Piacenza el 26 de febrer de 1727, fou succeït pel seu germà Antoni I de Parma.